# Незаконно твой
«Я незаконно твой» (англ. Illegally Yours) — комедия 1988 года режиссёра Питера Богдановича. Фильм был плохо встречен критикой и коммерчески провален. Сам Богданович считает этот фильм одним из своих худших; в интервью он заявил, что «не рад фильму, но он может быть моим наказанием за успех фильма „Маска“ три года назад.»

## Сюжет
В школьные годы Ричард Дайс был влюблён в Молли Гилберт — девушку на несколько лет его старше. Много лет спустя Ричард приглашён в суд в качестве присяжного и на скамье обвиняемых он видит Молли. Чтобы доказать её невиновность, Ричард пытается распутать клубок событий, состоящий из убийств, шантажа и лжесвидетельств; при этом он всё ещё надеется завоевать сердце Молли.

## В ролях
- Роб Лоу — Ричард Дайс
- Коллин Кэмп — Молли Гилберт
- Гарри Кэри — Уолли Финнеган
- Ким Майерс — Сьюзан Киилер
- Маршалл Кольт — Доналд Клири
- Рик Джейсон — Фредди Бонфлекер
- Джессика Джеймс — миссис Эвелин Дайс
- Кеннет Марс — Хэл Б. Киилер
- Л. Б. Стрэйтен — Шэрон Улрич
- Линда Макюэн — Рут Харрисон
- Джордж Морфоген — судья Норман Мекель
- Марджори О. Тейлор — Хани Банни, жена судьи
- Айра Хейден — Эндрю Дайс